# Clàssica d'Ordizia
La Clàssica d'Ordizia (en euskera: Ordiziako Klasika) és una competició ciclista que es disputa anualment pels voltants d'Ordizia, Euskadi.
La primera edició es disputà el 1922, sent guanyada per Francisco Sarasola i des de llavors s'ha disputat sempre amb l'única excepció dels anys 1936 i 1937 per culpa de la Guerra Civil espanyola. Les edicions de 1952 i 1974 es disputaren en dues etapes. Des del 2005 forma part de l'UCI Europa Tour, amb una categoria 1.1.
Ricardo Montero, amb cinc victòries, és el ciclista que més vegades l'ha guanyat.

## Palmarès
| Any                    | Vencedor                         | Segon                          | Tercer                            |         |
| ---------------------- | -------------------------------- | ------------------------------ | --------------------------------- | ------- |
| 1922                   | Francisco Sarasola               |                                |                                   |         |
| 1923                   | Joaquim Lete                     | Jesús Maiza                    | Ramon Loidi                       |         |
| 1924                   | Cesareo Sarduy                   |                                |                                   |         |
| 1925                   | Esteban Zubiaurre                | José Gurruchaga                | Benito Ayastuy                    |         |
| 1926                   | Lucas Jauregui                   | Francisco Cepeda               | Andrés Arriaga                    |         |
| 1927                   | Ricardo Montero Hernández        | Telmo García                   | Enrique Aguirre                   |         |
| 1928                   | Muç Miquel                       | Manuel López                   | Ricardo Montero Hernández         |         |
| 1929                   | Juan Valderrey                   |                                |                                   |         |
| 1930                   | Ricardo Montero Hernández        | Juan Valderrey                 | Federico Ezquerra Alonso          |         |
| 1931                   | Ricardo Montero Hernández        | Francisco Cepeda               | Eusebio Bastida                   |         |
| 1932                   | Ricardo Montero Hernández        | Federico Ezquerra Alonso       | Jesus Dermit                      |         |
| 1933                   | Salvador Cardona i Balbastre     | Marià Cañardo i Lacasta        | Ricardo Montero Hernández         |         |
| 1934                   | Emiliano Álvarez Arana           | Fermín Trueba Pérez            | Vicente Carretero                 |         |
| 1935                   | Ricardo Montero Hernández        | Salvador Molina Andrea         | Antonio Escuriet San Pedro        |         |
| 1936-1937 No disputada |                                  |                                |                                   |         |
| 1938                   | Federico Ezquerra Alonso         | Jesus Dermit                   | Antonio Ugarteburu                |         |
| 1939                   | José Félix Ezcauriaza            | Federico Ezquerra Alonso       | Antonio Ugarteburu                |         |
| 1940                   | Federico Ezquerra Alonso         | Antonio Ugarteburu             | José Félix Ezcauriaza             |         |
| 1941                   | Martín Mancisidor Chirapozo      | Enrique Torres                 | Carmelo Elgarresta                |         |
| 1942                   | Félix Vidaurreta                 | Ángel Puente                   | Francisco Expósito                |         |
| 1943                   | Martín Mancisidor Chirapozo      | Miguel Lizarazu                | Cipriano Aguirrezabal Gallastegui |         |
| 1944                   | Ignacio Esnaola                  | Juan José Eizaguirre           | Eloy Lizazu                       |         |
| 1945                   | Ignacio Esnaola                  | Ramón Garmendia                | Luis Zubizarreta                  |         |
| 1946                   | Juan Cruz Ganzaraín              | Ignacio Esnaola                | José María Lopategui              |         |
| 1947                   | Juan Cruz Ganzaraín              | Juan José Eizaguirre           | Nicolás Galardi                   |         |
| 1948                   | Francisco Expósito               | Francisco Michelena            | Ignacio Esnaola                   |         |
| 1949                   | Vicente Aramburu                 | Antonio Mendiburu              | Bonifacio Arrospide               |         |
| 1950                   | José Orbegozo                    | Luciano Montero Rechou         | Antonio Mendiburu                 |         |
| 1951                   | Antonio Mendiburu                | Joaquín Salaberría             | José María Apalategui             |         |
| 1952                   | Manuel Aizpuru                   | Juan Cruz Ganzaraín            | Hortensio Vidaurreta García       |         |
| 1953                   | Hortensio Vidaurreta García      | Óscar Elguezabal               | Jesús Galdeano Portillo           |         |
| 1954                   | Hortensio Vidaurreta García      | Cosme Barrutia Iturriagoitia   | Antón Barrutia Iturriagoitia      |         |
| 1955                   | José Pérez Francés               | Emilio Cruz Díaz               | Miguel Urquizar                   |         |
| 1956                   | José Michelena Arsuaga           | Hortensio Vidaurreta García    | Miguel Vidaurreta                 |         |
| 1957                   | José Michelena Arsuaga           | Hortensio Vidaurreta García    | Fausto Iza Iturbe                 |         |
| 1958                   | Facundo Zabaleta Labandibar      | José Luis Talamillo Huidobro   | Hortensio Vidaurreta García       |         |
| 1959                   | José Luis Talamillo Huidobro     | Emilio Cruz Díaz               | Jesús Galdeano Portillo           |         |
| 1960                   | Luis Goya                        | Jesús Galdeano Portillo        | Alfred Esmatges Yuste             |         |
| 1961                   | Roberto Morales Erostarbe        | Julio San Emeterio Abascal     | Josep Segú i Soriano              |         |
| 1962                   | Sebastián Elorza Uría            | Luis Otaño Arcelus             | Emilio Cruz Díaz                  |         |
| 1963                   | Antón Barrutia Iturriagoitia     | José Antonio Momeñe Campo      | Fernando Manzaneque Sánchez       |         |
| 1964                   | José Pérez Francés               | Luis Otaño Arcelus             | Ramón Mendiburu Ibarburu          |         |
| 1965                   | Roberto Morales Erostarbe        | Carlos Echeverría Zudaire      | José María Errandonea Urtizberea  |         |
| 1966                   | Antonio Gómez del Moral          | Ginés García Perán             | Aurelio González Puente           |         |
| 1967                   | Javier Otaola                    | Juan Silloniz Achabal          | José Luis Uribezubia Velar        |         |
| 1968                   | Gregorio San Miguel Angulo       | Vicente López Carril           | Juan Silloniz Achabal             |         |
| 1969                   | Miguel María Lasa                | José Manuel López Rodríguez    | José Antonio Momeñe Campo         |         |
| 1970                   | Francisco Gabicacogeascoa Ibarra | Gabriel Mascaró Febrer         | Francisco Galdós Gauna            |         |
| 1971                   | Domingo Perurena Telletxea       | Vicente López Carril           | José Manuel López Rodríguez       |         |
| 1972                   | Domingo Perurena Telletxea       | Agustín Tamames Iglesias       | Juan Santiago Zurano Jerez        |         |
| 1973                   | Santiago Lazcano Labaca          | Francisco Galdós Gauna         | Vicente López Carril              |         |
| 1974                   | Josep Pesarrodona Altimira       | Miguel María Lasa              | Antonio Menéndez González         |         |
| 1975                   | Pierre-Raymond Villemiane        | Luis Alberto Ordiales          | Félix Pérez                       |         |
| 1976                   | Domingo Perurena Telletxea       | Vicente López Carril           | Miguel María Lasa                 |         |
| 1977                   | Vicente López Carril             | José Enrique Cima Prado        | Manuel Esparza Sanz               |         |
| 1978                   | Miguel María Lasa                | Antonio Menéndez González      | Andrés Oliva Sánchez              |         |
| 1979                   | Faustino Rupérez Rincón          | Vicent Belda i Vicedo          | Pere Vilardebó Vila               |         |
| 1980                   | Ismael Lejarreta Arrizabalaga    | José Luis Mayoz                | Jordi Fortià Martí                |         |
| 1981                   | Marino Lejarreta Arrizabalaga    | Johan De Muynck                | Bernardo Alfonsel López           |         |
| 1982                   | Faustino Rupérez Rincón          | Modesto Urrutibeazcoa Valencia | Alfio Vandi                       |         |
| 1983                   | Josep Recio Ariza                | Julián Gorospe Artabe          | Federico Etxabe Musatadi          |         |
| 1984                   | Pedro Muñoz                      | Enrique Alberto Aja Cagigas    | Antoni Coll i Pontanilla          |         |
| 1985                   | Iñaki Gastón Crespo              | Jokin Mújika Aramburu          | Pedro Muñoz                       |         |
| 1986                   | Peter Hilse                      | Vicent Belda i Vicedo          | Guillermo Arenas                  |         |
| 1987                   | Claude Séguy                     | Stephen Hodge                  | Arsenio González Gutiérrez        |         |
| 1988                   | Marino Lejarreta Arrizabalaga    | Jon Unzaga                     | Jokin Mújika Aramburu             |         |
| 1989                   | Marino Lejarreta Arrizabalaga    | Federico Etxabe Musatadi       | Jokin Mújika Aramburu             |         |
| 1990                   | Miguel Ángel Martínez Torres     | Marino Lejarreta Arrizabalaga  | Federico Etxabe Musatadi          |         |
| 1991                   | Neil Stephens                    | Serge Baguet                   | Mikel Zarrabeitia Uranga          |         |
| 1992                   | Abraham Olano Manzano            | Antonio Martín Velasco         | Harry Lodge                       |         |
| 1993                   | Neil Stephens                    | Noël Szostek                   | Bo André Namtvedt                 |         |
| 1994                   | Neil Stephens                    | Frank Vandenbroucke            | José María Jiménez Sastre         |         |
| 1995                   | Neil Stephens                    | Stefano Della Santa            | Frank Vandenbroucke               |         |
| 1996                   | Aitor Garmendia Arbilla          | Arsenio González Gutiérrez     | Prudencio Induráin Larraya        |         |
| 1997                   | Laurent Lefèvre                  | Frédéric Bessy                 | Francisco Mancebo Pérez           |         |
| 1998                   | Frank Vandenbroucke              | Gianluca Bortolami             | Mirko Celestino                   |         |
| 1999                   | Laurent Jalabert                 | Andrei Txmil                   | Pascal Hervé                      |         |
| 2000                   | Javier Otxoa Palacios            | Patrice Halgand                | David Etxebarria Alkorta          |         |
| 2001                   | David Clinger                    | Rafael Díaz Justo              | Aleksandr Xefer                   |         |
| 2002                   | Mikel Zarrabeitia Uranga         | Vladímir Karpets               | Óscar Pereiro Sio                 |         |
| 2003                   | Alejandro Valverde Belmonte      | Antoni Colom Mas               | Gorka Gerrikagoitia Arrien        |         |
| 2004                   | David Herrero Llorente           | Gustavo Domínguez              | David Latasa Lasa                 |         |
| 2005                   | Carlos García Quesada            | Daniel Moreno Fernández        | Adolfo García Quesada             |         |
| 2006                   | Félix Rafael Cárdenas Ravalo     | Alberto Rodríguez Oliver       | David Latasa Lasa                 |         |
| 2007                   | Joaquim Rodríguez i Oliver       | Julián Sánchez Pimienta        | José Alberto Benítez Román        |         |
| 2008                   | Vladímir Karpets                 | Bruno Pires                    | Sergio Pardilla Bellón            |         |
| 2009                   | Jaume Rovira Pous                | Joaquim Rodríguez i Oliver     | Pablo Urtasun Pérez               |         |
| 2010                   | Gorka Izagirre Insausti          | Manuel Ortega Ocaña            | Pablo Lastras García              |         |
| 2011                   | Julien Simon                     | Daniel Moreno Fernández        | Pablo Lastras García              |         |
| 2012                   | Gorka Izagirre Insausti          | Esteban Chaves Rubio           | Miguel Ángel Rubiano Chávez       |         |
| 2013                   | Daniel Teklehaimanot             | Ángel Madrazo Ruiz             | David Arroyo Durán                |         |
| 2014                   | Gorka Izagirre Insausti          | Luis León Sánchez Gil          | José Herrada López                |         |
| 2015                   | Ángel Madrazo Ruiz               | Ion Izagirre Insausti          | Amets Txurruka Ansola             |         |
| 2016                   | Simon Yates                      | Ángel Madrazo Ruiz             | Alexander Vdovin                  |         |
| 2017                   | Serguei Xílov                    | Benjamí Prades i Reverter      | Dmitri Strakhov                   |         |
| 2018                   | Robert Power                     | Simon Yates                    | Krists Neilands                   |         |
| 2019                   | Rafael Valls Ferri               | Jesús del Pino Corrochano      | Juan Antonio López-Cózar          |         |
| 2020                   | Simon Carr                       | Kyle Murphy                    | Winner Anacona Gómez              |         |
| 2021                   | Luis León Sánchez Gil            | Juan Ayuso Pesquera            | Roger Adrià Oliveras              |         |
| 2022                   | Simon Yates                      | Dion Smith                     | Xavier Cañellas Sánchez           |         |
| 2023                   | Marc Hirschi                     | Ben Healy                      | Juan Ayuso Pesquera               |         |
| 2024                   | Jan Christen                     | Vincenzo Albanese              | Pau Miquel Delgado                |         |
| 2025                   | suspesa                          | suspesa                        | suspesa                           | suspesa |